# Boissy-Saint-Léger
Boissy-Saint-Léger là một xã trong vùng hành chính Île-de-France, thuộc tỉnh Val-de-Marne, quận Créteil, tổng Boissy-Saint-Léger. Tọa độ địa lý của xã là 48° 45' vĩ độ bắc, 02° 30' kinh độ đông. Boissy-Saint-Léger nằm trên độ cao trung bình là m 

## Thông tin nhân khẩu
| 1962  | 1968  | 1975  | 1982   | 1990   | 1999   |
| ----- | ----- | ----- | ------ | ------ | ------ |
| 4 146 | 5 128 | 9 372 | 12 733 | 15 120 | 15 289 |